# Ружье (Вар)
Ружье́ (фр. Rougiers) — коммуна на юго-востоке Франции в регионе Прованс — Альпы — Лазурный берег, департамент Вар, округ Бриньоль, кантон Бриньоль.
Площадь коммуны — 20,53 км², население — 1313 человек (2006) с выраженной тенденцией к росту: 1568 человек (2012), плотность населения — 76,0 чел/км².

## Население
Население коммуны в 2011 году составляло — 1584 человека, а в 2012 году — 1568 человек.
| 1962 | 1968 | 1975 | 1982 | 1990 | 1999 | 2006 | 2011 | 2012 |
| ---- | ---- | ---- | ---- | ---- | ---- | ---- | ---- | ---- |
| 563  | 576  | 504  | 646  | 834  | 1063 | 1313 | 1584 | 1568 |

Динамика населения:

## Экономика
В 2010 году из 977 человек трудоспособного возраста (от 15 до 64 лет) 758 были экономически активными, 219 — неактивными (показатель активности 77,6 %, в 1999 году — 64,9 %). Из 758 активных трудоспособных жителей работали 671 человек (366 мужчин и 305 женщин), 87 числились безработными (43 мужчины и 44 женщины). Среди 219 трудоспособных неактивных граждан 71 были учениками либо студентами, 73 — пенсионерами, а ещё 75 — были неактивны в силу других причин.
На протяжении 2010 года в коммуне числилось 626 облагаемых налогом домохозяйств, в которых проживало 1529,5 человек. При этом медиана доходов составила 18 624 евро на одного налогоплательщика.